# لیا گالتون
لیا گالتون (انگلیسی: Leah Galton؛ زادهٔ ۲۴ مهٔ ۱۹۹۴) بازیکن فوتبال اهل بریتانیا است.
از باشگاه‌هایی که در آن بازی کرده‌است می‌توان به باشگاه فوتبال زنان بایرن مونیخ، اسکای بلو اف‌سی، و باشگاه فوتبال زنان منچستر یونایتد اشاره کرد.
وی همچنین در تیم‌های ملی فوتبال England women's national under-15 football team, England women's national under-17 football team, England women's national under-19 football team، و England women's national under-23 football team بازی کرده‌است.